# Kniaź Varggoth
Kniaź Varggoth (ukr. Князь Варґґот), właśc. Jewhen Ołeksandrowycz Hapon (ukr. Євген Олександрович Гапон, ur. 30 lipca 1974 r. w Charkowie) – ukraiński muzyk, kompozytor, wokalista, multiinstrumentalista oraz autor tekstów. Jewhen Hapon znany jest przede wszystkim z wieloletnich występów w blackmetalowej grupie muzycznej Nokturnal Mortum, której był współzałożycielem. W latach 1994–2000 nagrywał w ramach solowego projektu pod nazwą - Mistigo Varggoth Darkestra. Współpracował także z Olafem Jasińskim z grupy Honor wraz z którym utworzył zespół Warhead. Muzyk występował ponadto z takimi zespołami jak: Aryan Terrorism, Crystaline Darkness, Suppuration, Lucifugum i Temnozor.